# Hans-Joachim Pysall

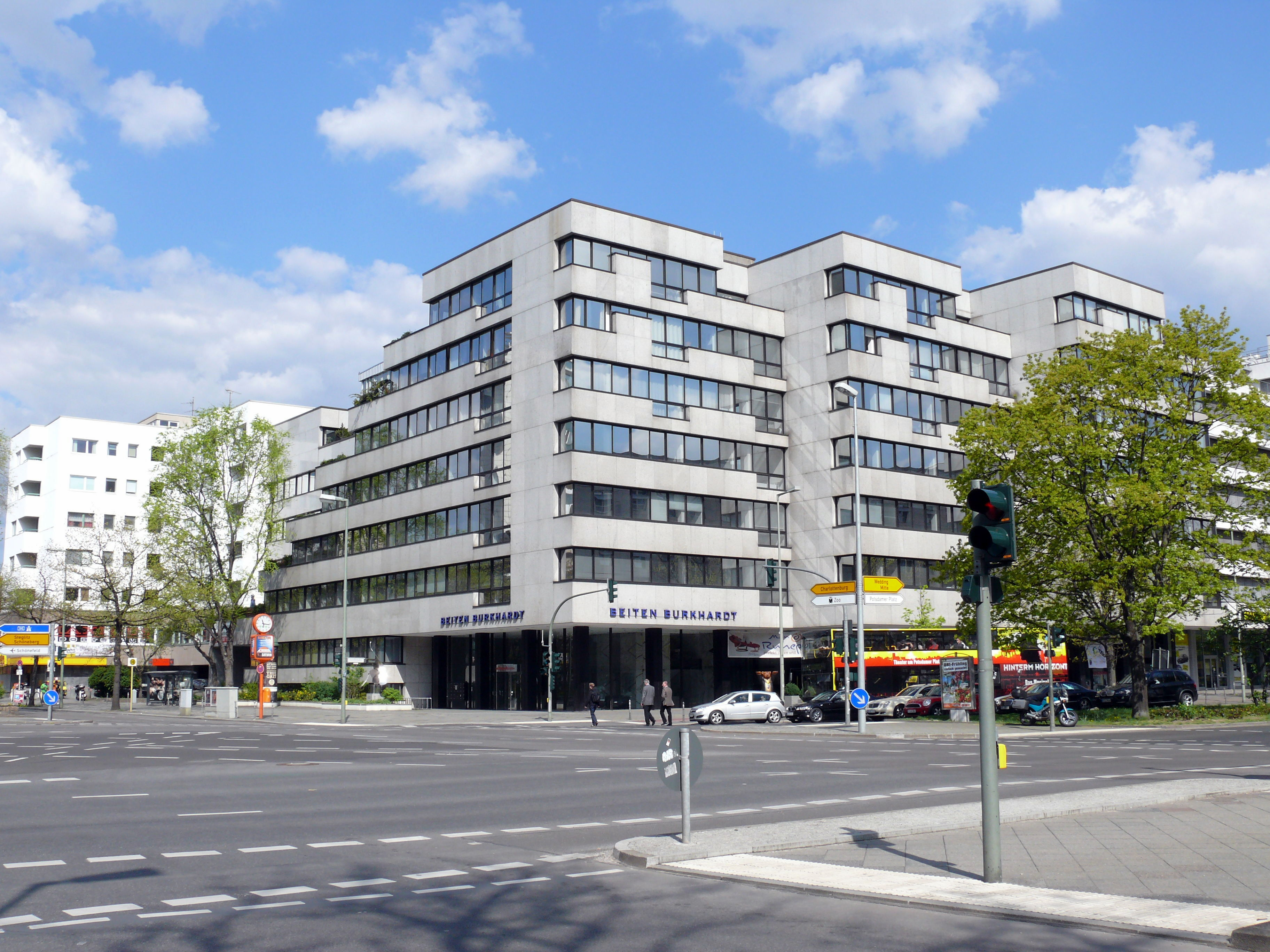
Constanze Pressehaus in Berlin-Tiergarten (2021 abgerissen)

Hans-Joachim Pysall (* 4. Dezember 1929; † 26. April 2019) war ein deutscher Architekt der Braunschweiger Schule.

## Leben
Hans-Joachim Pysall legte 1955 das Diplom für Architektur an der TU Braunschweig bei Friedrich Wilhelm Kraemer ab. Anschließend war er Assistent an den Lehrstühlen von Kraemer sowie von Julius Petersen. Er arbeitete als Architekt zunächst im Braunschweiger Architekturbüro Prof. Kraemer – Pfennig – Sieverts (KPS) und machte sich 1963 selbstständig. Gemeinsam mit Peter Stahrenberg und Uwe Jensen gründete Pysall 1971 das Architekturbüro Pysall, Jensen, Stahrenberg & Partner (ab 1983: Architekturbüros Pysall, Stahrenberg & Partner) mit Standorten in Braunschweig, Berlin und Hamburg. Schwerpunkt der gemeinsamen Entwürfe und Bauten des Büros waren Schulen und Verwaltungsgebäude. Nach eigener Angabe bekam Pysall im Laufe seiner Tätigkeit 96 Preise in Schulbauwettbewerben, davon 32 erste Preise mit Bauausführung.
Pysall war Stifter der Hans-Joachim-Pysall-Stiftung, die seit 1998 Italien-Reisestipendien für Preisträger des Schinkel-Wettbewerbs vergibt. Sein Nachlass befindet sich in der Sammlung für Architektur und Ingenieurbau der TU Braunschweig (SAIB).

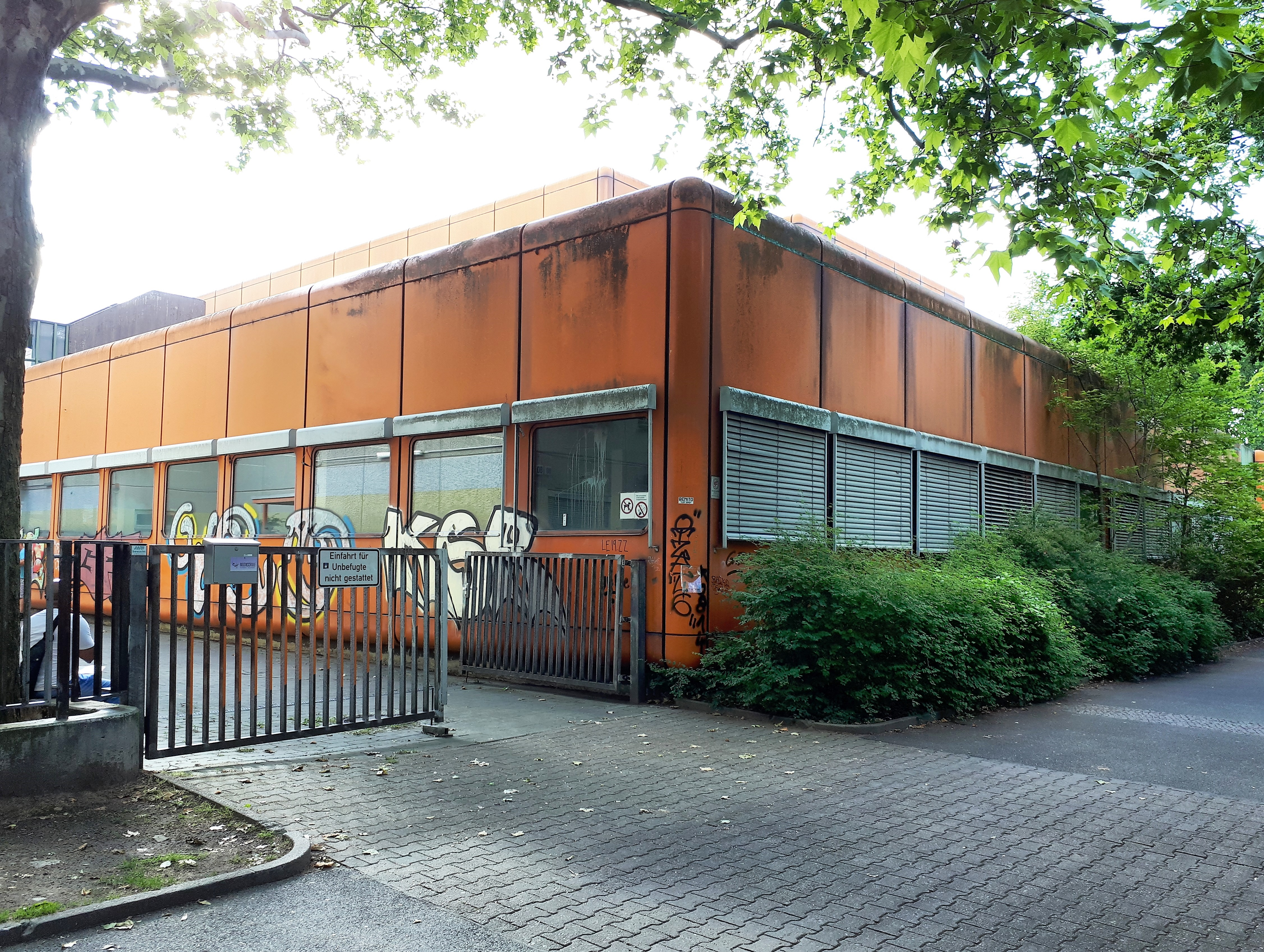
Das Oberstufenzentrum in Berlin-Gesundbrunnen zwischen Putbusser und Swinemünder Straße

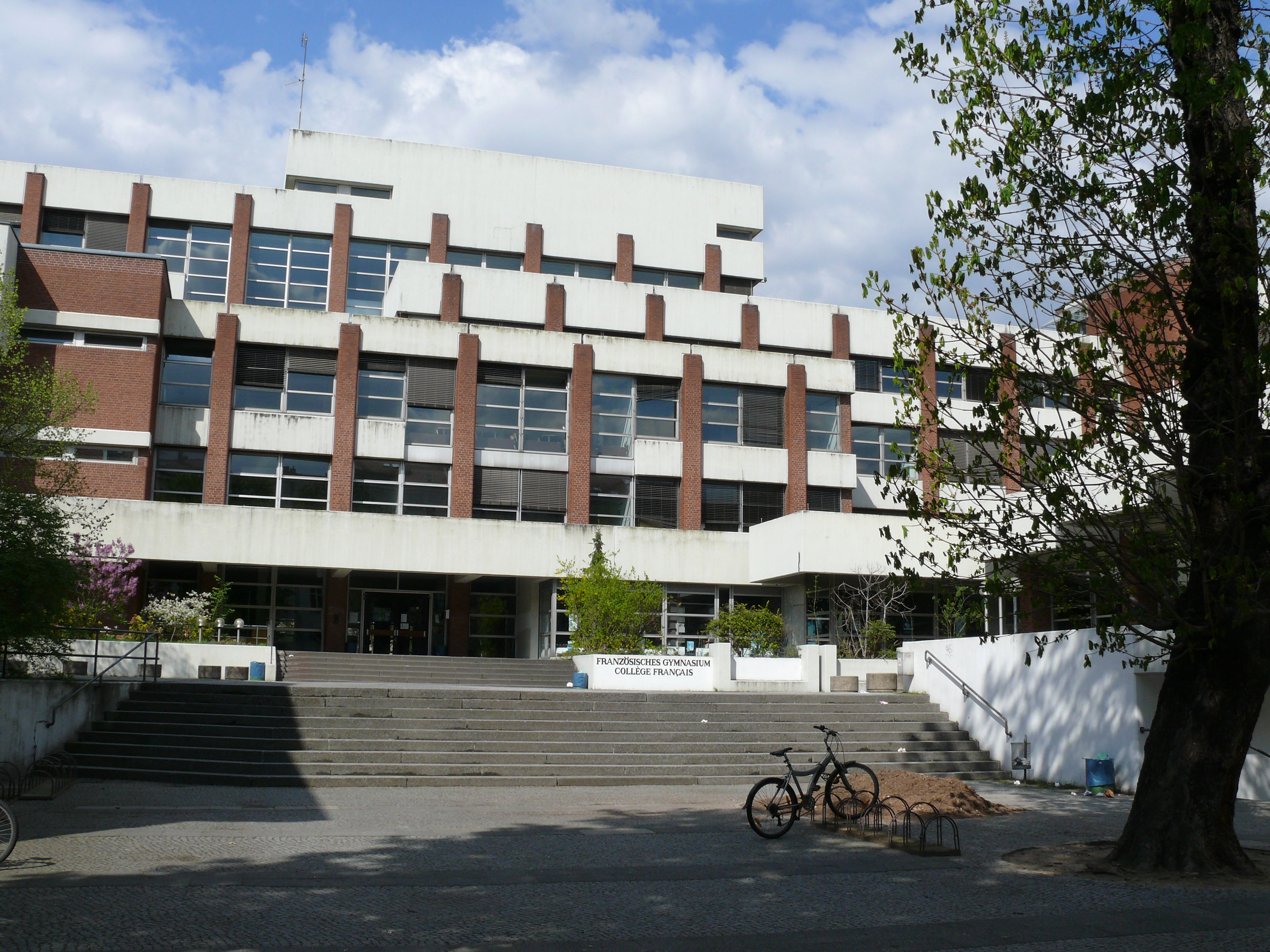
Französisches Gymnasium in Berlin-Tiergarten

## Bauten (Auswahl)
- 1965–1969 Schulzentrum Wolfsburg-Westhagen
- 1969 Heinrich-Nordhoff-Gesamtschule Wolfsburg (mit Eike Rollenhagen)[5]
- 1966–1971 Constanze Pressehaus Berlin (mit Eike Rollenhagen)[1]
- 1969–1974 Französisches Gymnasium Berlin (mit Eike Rollenhagen)[1]
- 1969–1976 Deutsche Schule Barcelona
- 1974–1976 Oberstufen-Schulzentrum Wedding, Berlin[6]
- 1976–1981 Landeszentralbank in Hamburg (mit Hannes Westermann)[7]
- 1980–1983 Landeszentralbank in Bremen (mit Peter Stahrenberg)[8]
- 1982–1985 Energiesparhaus Lützowufer 3, Berlin (mit Peter Stahrenberg)[9]
- 1984–1988 Neues Rathaus in Bielefeld[10]